# 床削り
床削り（ゆかけずり）は、画家ギュスターヴ・カイユボットが1875年に制作した油彩画である。

## 概要
ブルジョワ階級の邸宅の床を仕上げるために鉋やスクレーパーで削る仕事をしている都市労働者を描いた作品である。
当時、ジャン＝フランソワ・ミレーが『落穂拾い』で小作農を描いたり、ギュスターヴ・クールベが『石割り人夫』で田舎の労働者を描いた例はあったが、都市労働者を描いた作品は少なかった。カイユボットの場合、クールベやミレーと異なり、社会的・倫理的・政治的メッセージを排除し、労働者らの仕草、仕事道具、小物などを冷静に写実的に描いているところに特徴が見られる。
カイユボットは、レオン・ボナのもとでアカデミックな絵画を学んでいた。この作品では、高い視点からの遠近法が強調され、床板の並び方は伝統的な約束に則ったものとなっている。裸の上半身は、古代の英雄のように描かれている。

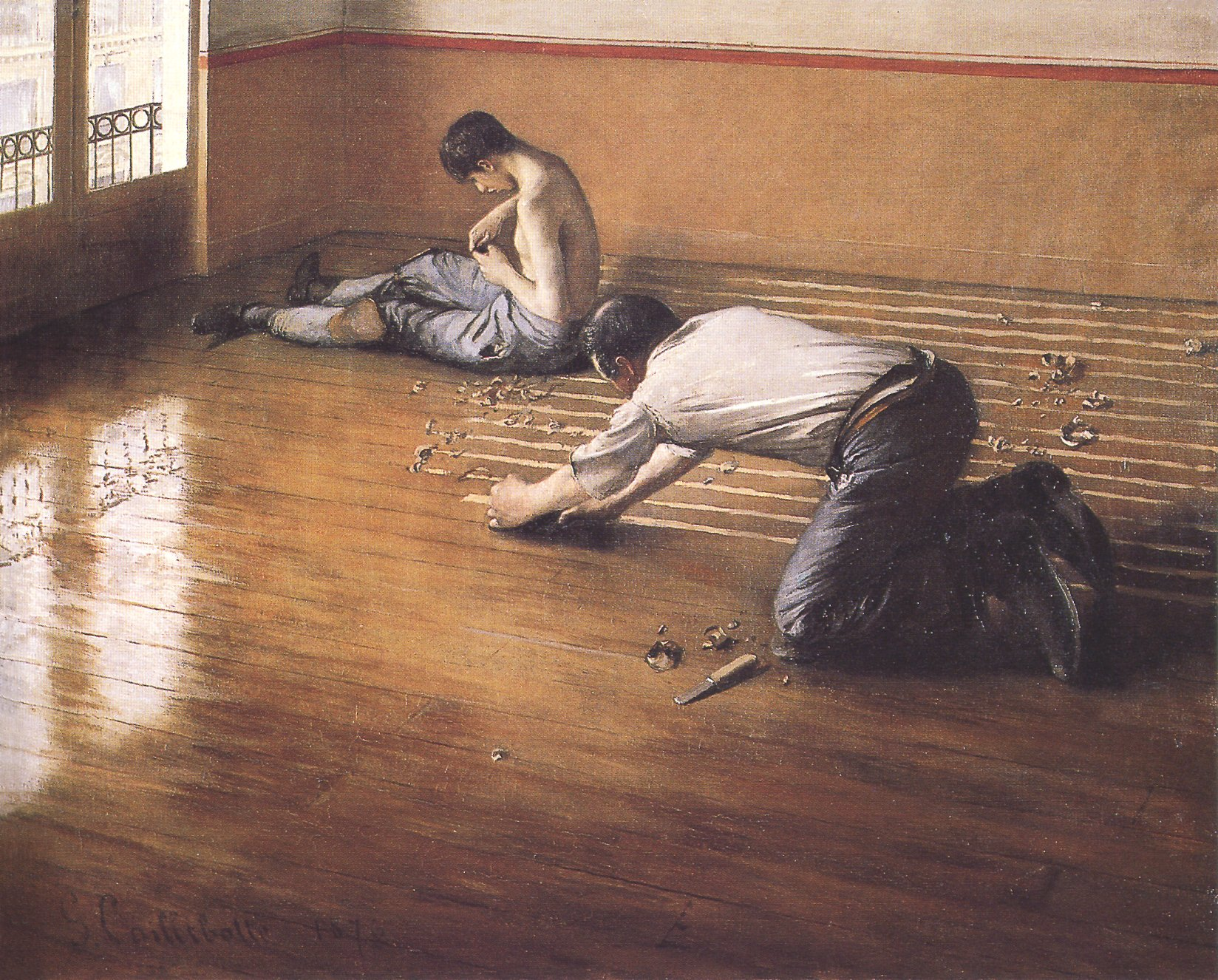
カイユボットによる他のバージョンの『床削り』1876年。

カイユボットは、この作品を1875年のサロン・ド・パリに提出したが、落選した。一部の批評家からは、主題が低俗であると評された。
カイユボットは、この作品を含む2点の『床削り』を、『ピアノを弾く若い男』、『窓辺の若い男』などブルジョワ風俗を描いた作品とともに、1876年の印象派第2回グループ展に出展した。印象派展に対しては、全体的に厳しい批評が多かったものの、好意的な評価としては、ルイ・エドモン・デュランティが、カイユボットの鋭いデッサン力や都市風俗の描写を称賛した。一方、エミール・ゾラは、2点の『床削り』について、写真のような正確すぎる描写のために芸術的に劣ると評した。

## 来歴
カイユボットが亡くなった1894年、彼の遺言執行者となったピエール＝オーギュスト・ルノワールを通じてフランス政府に寄贈され、1896年、リュクサンブール美術館に受け入れられた。1929年、ルーヴル美術館に移管され、1986年にオルセー美術館に移管されて現在に至る。